# Verbena blanchardii
Verbena blanchardii är en verbenaväxtart som beskrevs av Harold Norman Moldenke. Verbena blanchardii ingår i släktet verbenor, och familjen verbenaväxter. Inga underarter finns listade i Catalogue of Life.